# Diaclaspus delagoensis
Diaclaspus delagoensis är en skalbaggsart som beskrevs av Brenske 1896. Diaclaspus delagoensis ingår i släktet Diaclaspus och familjen Melolonthidae. Inga underarter finns listade i Catalogue of Life.